# 氯唑西林
氯唑西林（英語：Cloxacillin）是一种抗生素，可用于治疗多种细菌感染。这包括脓疱病、蜂窝组织炎、肺炎、化脓性关节炎和外耳炎。它对耐甲氧西林金黄色葡萄球菌（MRSA）无效。该药物通过口服和注射使用。
副作用包括恶心、腹泻和包括过敏性休克在内的过敏反应。也可能发生艰难梭菌腹泻。不建议以前对青霉素过敏的人使用。怀孕期间使用相对安全。氯唑西林属于青霉素类药物。
氯唑西林于1960年获得专利，并于1965年批准用于医疗用途。它在世界卫生组织的基本药物清单上。它在美国未上市销售。

## 作用机制
氯唑西林是半合成的，与青霉素属于同一类。氯唑西林可用于对抗产生β-内酰胺酶的葡萄球菌，因为它的大R链不允许β-内酰胺酶结合。该药抗菌活性比苄青霉素弱，除过敏反应外无严重毒性。

## 社会与文化
氯唑西林是由比彻姆集团（现为葛兰素史克）发现和开发的。
它以多种商品名出售，包括Cloxapen、Cloxacap、Tegopen和Orbenin。